# Arras Football
Arras Football ist ein französischer Fußballverein aus dem nordfranzösischen Arras. Die mittlerweile im Amateurchampionat antretende Männermannschaft besaß zwischen 1936 und 1940 Profistatus und spielte in dieser Zeit unter dem Namen Racing Club Arras zweitklassig.

## Geschichte
Nachdem die Mannschaft 1901 den Spielbetrieb aufgenommen hatte, gab sie sich im Oktober 1902 mit der Gründung als Verein offiziellen Charakter. Zunächst ausschließlich in Freundschaftsspielen aktiv, trat die Mannschaft 1912 der Meisterschaft der USFSA bei.
Unter Leitung des Präsidenten Michel Brabant nahm der Klub 1936 Profistatus an. Aufgrund der mangelnden Erfolge der Vorjahre wurde der Klub in die niedrigste Profispielklasse, das Championnat de France de football D3, eingegliedert. In der einmalig ausgetragenen Liga gewann die Mannschaft 13 ihrer 19 Partien und stieg als Meister gemeinsam mit US Tourcoing in die Division 2 auf. Auch hier dominierte der Klub auf Anhieb seine Staffel, in der anschließenden Aufstiegsrunde belegte er den sechsten Rang. Auch im folgenden Jahr im mittleren Tabellenbereich platziert, beendete der Zweite Weltkrieg die Ambitionen des Klubs, der nach einer Spielzeit in der regionalen Kriegsmeisterschaft 1940 seinen professionellen Status aufgab.
Nach dem Krieg spielte Racing Arras im Amateurbereich. Als Fünftligist machte die Mannschaft in der Coupe de France 1948/49 Schlagzeilen, als sie ins Viertelfinale vorstieß und erst dort am Erstligisten FC Metz scheiterte. Auch in den folgenden Jahren trat der Klub mehrfach im französischen Pokal in Erscheinung, konnte jedoch nicht an den Erfolg anknüpfen und schied regelmäßig früh aus. Seit den 1970er Jahren stieg der Klub mehrfach in das viertklassige Championnat de France Amateur auf, musste aber ebenso oft wieder absteigen. 1997 schloss sich der Ortsrivale Union Sportive d'Arras Ouest dem mittlerweile sechstklassig spielenden RC Arras an, der daraufhin den heutigen Namen annahm. 2003 stieg die Mannschaft erneut auf die nationale Amateurebene auf; 2013/14 spielt sie in der fünftklassigen CFA 2.

## Frauenfußball
Seit 2001 gab es im Verein auch eine Frauenfußballabteilung. Diese machte sich 2011 selbständig, nannte sich Arras FCF, gehörte 2012/13 erstmals der höchsten französischen Frauenliga an und ging bei einer Fusion 2020 im Racing Club Lens auf.